# 皮利亞瓦 (文尼察州)
49°4′17″N 28°31′6″E / 49.07139°N 28.51833°E
皮利亞瓦（烏克蘭語：Пилява）是位於烏克蘭西南部文尼察州裏文尼察區的村莊，始建於1243年，面積2.47平方公里，海拔高度274米，2001年人口752，人口密度每平方公里304.45人。